# Глазов, Григорий Соломонович

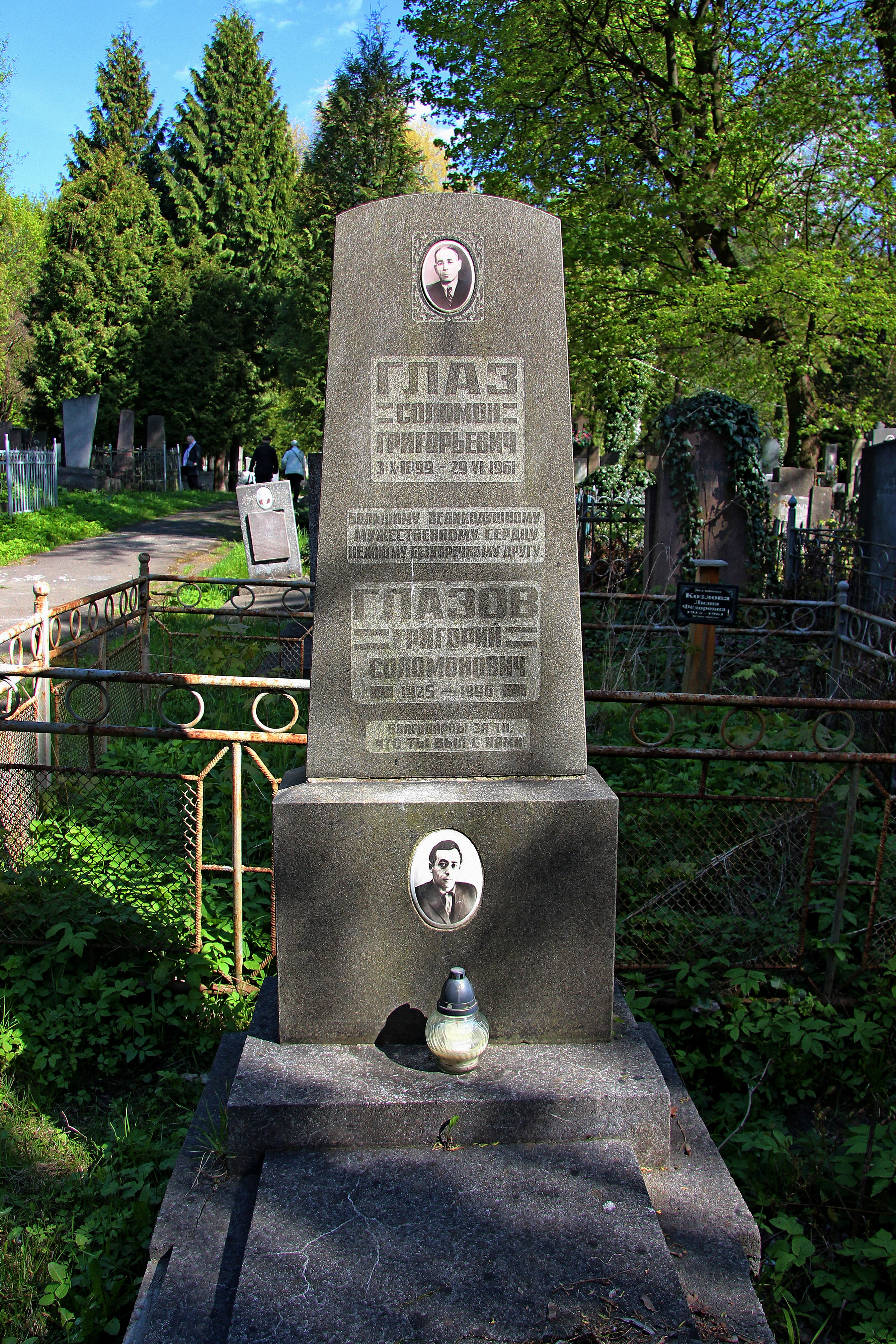
Могила Глазова Г.C. на Лычаковском кладбище

Григорий Соломонович Глазов (24 сентября 1925, Артёмовск, Донецкой области — 24 августа 1996, Львов) — украинский советский писатель, поэт, сценарист, переводчик. Член Союза писателей СССР (с 1953).

## Биография
Участник Великой Отечественной войны, не окончив школу, добровольцем из десятого класса ушёл на фронт. Воевал в артиллерии и авиации, был дважды ранен. Награждён орденом Отечественной войны и медалями.
После окончания войны работал слесарем в ремонтных мастерских, учительствовал. В 1951 году окончил филологический факультет Львовского университета. Работал в редакции областной газеты «Львовская правда».
Похоронен на 84 участке Лычаковского кладбища во Львове.

## Творчество
Печататься начал в студенческие годы. Автор поэтических сборников:
- «Мы мирные люди» (1951),
- «О друзьях-товарищах» (Львов, 1955),
- «Эхо» (Львов, 1958),
- «Острый угол» (Москва, 1963),
- «Живу на земле» (Львов, 1963),
- «Зёрна памяти» (Львов, 1964),
- «Грани» (Львов, 1966),
- «Голос» (Москва, 1968),
- «Ступени» (Львов, 1970),
- «Пласты» (Киев, 1974),
- «Беседа» (1986),
- «Избранные произведения» (Киев, 1987);

Сборников повестей и рассказов
- «После нас» (Львов, 1968),
- «Года дальнего следования» (Москва, 1973),
- «Я, ты и другие» (Львов, 1975),
- «Вынужденный детектив» (Москва, 1977),
- «Перед долгой дорогой» (Киев, 1981),
- «Расшифровано временем» (Москва, 1984),
- «Без наркоза» (Москва, 1985),
- «Постскриптум» (Львов, 1988)
- «Не встретиться, не разминуться»
- «Невиновных нет»,
- «Ночной пасьянс»,
- «Ночь и вся жизнь»,
- «Правый поворот запрещён»,
- «Приватне доручення»,
- «Стойкий запах лосьона»,
- «Шефский концерт»,
- «Я не свидетель» и других.

Основные темы творчества Г. Глазова — Великая Отечественная война и современная жизнь, детективы. Переводил на русский язык отдельные произведения О. Кобылянской, Б. Олейныка, Д. Павлычко и др.
Совместно с Э. Ростовцевым издал приключенческие повести «Частное поручение» (Киев, 1957), «Городок без происшествий» (1959), «Это случилось вчера» (Львов, 1961).
По сценариям Г. Глазова на Одесской киностудии художественных фильмов сняты картины «Ожидание полковника Шалыгина» (1981), «Жалоба» (1986; обе — реж. Т. Золоев).
В сборнике «Голоса за стеной» (1984) небольшие повести свободно смешивают сказку, аллегорию и реальность. Оттенок провинциальной дидактичности не позволяет отнести эти произведения к большим удачам автора, но некоторые образы сильны и необычны. Литературная сказка или по-настоящему «спекулятивная» фантастика, достаточно редкие в советской литературе, были родной стихией для Г. Глазова.
Отдельные произведения Г. Глазова переведены на болгарский, венгерский, немецкий, польский языки.

## Награды
- Орден Отечественной войны 1-й степени (06.04.1985)[1];